# Зеншајд
Зеншајд (њем. Senscheid) општина је у њемачкој савезној држави Рајна-Палатинат. Једно је од 74 општинска средишта округа Арвајлер. Према процјени из 2010. у општини је живјело 100 становника. Посједује регионалну шифру (AGS) 7131075.

## Географски и демографски подаци
Зеншајд се налази у савезној држави Рајна-Палатинат у округу Арвајлер. Општина се налази на надморској висини од 496 метара. Површина општине износи 4,3 km². У самом мјесту је, према процјени из 2010. године, живјело 100 становника. Просјечна густина становништва износи 23 становника/km².